# Hannsjörg Ubl
Hannsjörg Ubl (* 11. Dezember 1935 in Wien; † 19. April 2021 in Klosterneuburg) war ein österreichischer Provinzialrömischer Archäologe, Architekt und Hochschullehrer.

## Leben
Nach dem Besuch der Grundschule in Kritzendorf und des Gymnasiums in Klosterneuburg studierte Ubl zunächst ab 1954 Architektur an der Technischen Hochschule Wien und seit 1963 Klassische Archäologie und Alte Geschichte an der Universität Wien, wo er 1969 promoviert wurde. Von 1956 bis 1970 war Ubl für verschiedene Architekturbüros in Österreich tätig, von 1970 bis zu seiner Pensionierung arbeitete er für das Bundesdenkmalamt. 1986 wurde er habilitiert und war dann von 1986 bis 2002 nebenberuflich als Universitätsdozent für Provinzialrömische Archäologie an der Universität Wien tätig. 1995 erhielt er den Titel „Außerordentlicher Professor für Klassische Archäologie“. Seit 1998 war er ordentliches Mitglied des Österreichischen Archäologischen Instituts. Ubl erhielt mehrere Auszeichnungen, darunter das silberne Ehrenzeichen des Landes Oberösterreich, den Leopoldorden in Bronze des Stiftes Klosterneuburg und die Kulturmedaille des Landes Oberösterreich. Anlässlich seines 65. und seines 85. Geburtstages wurde er jeweils mit einer Festschrift geehrt.

## Auszeichnungen
- 1980 Wissenschaftspreis des Landes Niederösterreich Förderungspreis

## Veröffentlichungen
- Waffen und Uniform des römischen Heeres der Prinzipatsepoche nach den Grabreliefs Noricums und Pannoniens. Dissertation Universität Wien 1969 = Waffen und Uniform des römischen Heeres der Prinzipatsepoche nach den Grabreliefs Noricums und Pannoniens  (= Austria antiqua. Band 3). Uni-Press Graz, Graz 2013, ISBN 978-3-902666-29-1 (unveränderter Druck der Dissertation mit ursprünglicher und neuer Seitenzählung).
- Die Skulpturen des Stadtgebietes von Aelium Cetium (= Corpus Signorum Imperii Romani Österreich. Band 1,6). Verlag der Österreichischen Akademie der Wissenschaften, Wien 1979, ISBN 3-7001-0316-6.
- Stiftsmuseum Klosterneuburg 1: Das römische Lapidarium. Stift Klosterneuburg, Klosterneuburg 1991.
- als Herausgeber: Museum Lauriacum, Schausammlung „Römerzeit“. Band 2: Katalog der Ausstellung (= Forschungen in Lauriacum. Band 13 = Sonderband I/2). Museum Lauriacum, Enns 1997, ISBN 3-901025-65-0.